# Chega
Chega (česky Stačilo) je portugalská pravicová až krajně pravicová nacionalistická politická strana, která byla založena 9. dubna 2019 portugalským politikem a fotbalovým komentátorem Andrém Venturou.
V parlamentních volbách v roce 2019 získala strana lehce přes 1 % hlasů a jedno poslanecké křeslo, o tři roky později získala přes 7 % hlasů a v předčasných parlamentních volbách v roce 2024 v se strana umístila na třetím místě, když získala osmnáct procent hlasů a téměř padesát mandátů. V roce 2021 strana používala heslo „Bůh, rodina a vlast“, které používal rovněž portugalský diktátor António Salazar. Před parlamentními volbami v roce 2024 strana vedla kampaň se sloganem „Vyčistíme Portugalsko!“. Tvrdě přitom vystupovala proti imigraci a profilovala se jasně nacionalisticky.
V letech 2019 až 2024 strana působila politické skupině v Evropském parlamentu Identita a demokracie, v roce 2024 se stala součástí skupiny Patrioti pro Evropu. Po parlamentních volbách v Portugalsku v roce 2025 se strana stala co do počtu poslanců druhou nejsilnější stranou v zemi.
Zakladatel a předseda strany Ventura je někdy označován jako xenofob. Středopravicová Sociálně demokratická strana, jedna ze dvou největších stran v zemi, se stranou odmítá spolupracovat.